# Seredynci
Seredynci (ukr. Серединці) – wieś na Ukrainie, w obwodzie chmielnickim, w rejonie szepetiwskim. W 2001 liczyła 794 mieszkańców, wśród których 776 wskazało jako ojczysty język ukraiński, a 18 rosyjski.